# Swaledale (race ovine)
Pour les articles homonymes, voir Swaledale.
Le swaledale est une race anglaise de mouton domestique qui doit son nom à la vallée de Swaledale dans le Yorkshire. On le trouve dans les régions les plus montagneuses d'Angleterre, particulièrement dans les Yorkshire Dales, le comté de Durham, et les collines de Cumbria.
Le swaledale est remarqué pour sa laine blanche, ses cornes en spirale et ses taches blanches sur le mufle et autour des yeux. C'est une race appréciée pour sa viande de mouton et d'agneau et pour l'amélioration d'autres races. C'est l'une des grandes races du Lake District, comme le rough fell, le herdwick et le dalesbred.

## Description
Ce mouton de taille moyenne est bien adapté aux conditions climatiques rudes des régions où il vit, il est résistant et rustique, à la toison épaisse et à la constitution robuste. Les brebis ont d'excellentes aptitudes maternelles et peuvent mettre bas dans des conditions difficiles. Il a la tête noire marquée de blanc sur le mufle et autour des yeux, et porte des cornes en spirale pour les deux sexes, celles du bélier étant beaucoup plus grosses. Sa toison est épaisse et grossière de couleur blanche ou blanc cassé. Sa chair est appréciée pour sa finesse,,,.

## Histoire

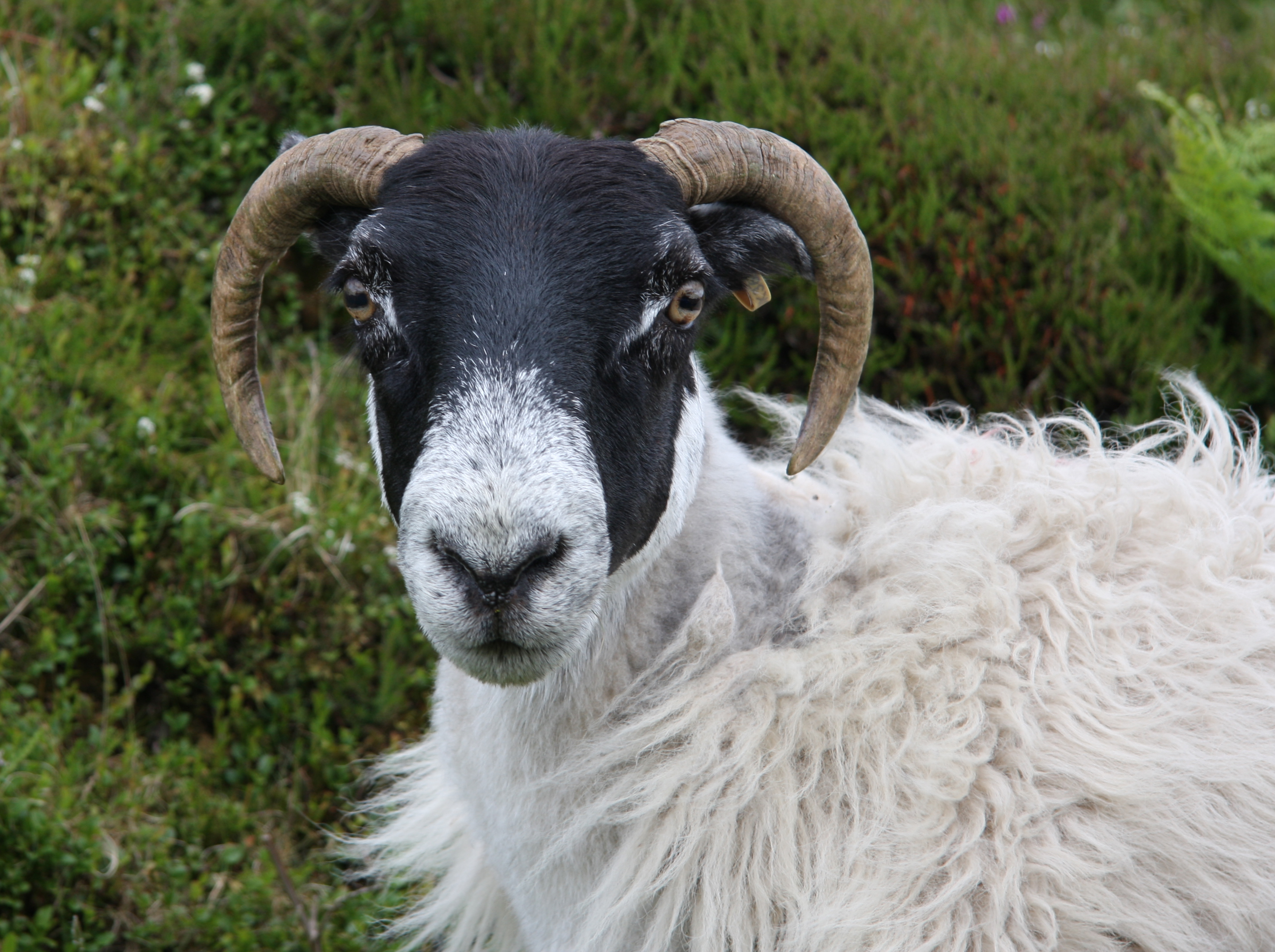
Tête de brebis swaledale.

Le swaledale est apparenté au Scottish Blackface et au rough fell, races rustiques, que l'on trouve aussi largement dans les régions montagneuses du Royaume-Uni. Bien que ses origines ne soient pas connues, deux spécialistes du XVIIIe siècle, John Naismyth et Charles Findlater, lui ont supposé un ancêtre exogène. Naismyth a fait paraître en 1796 ses Young's Annals of Agriculture dans lesquelles il déclare que l'origine des races ovines des Highlands à tête noire « est impossible à déterminer ».  Robert Trow-Smith dans son livre A History of British Livestock Husbandry, 1700–1900 écrit : « l'on suppose toujours que cette famille se situe en dehors du courant  [sic] de l'ancien mouton britannique... » et que les racines du swaledale et du Scottish Blackface breeds pourraient être l'argali. Le lien ténu entre ce mouton domestique et l'argali sauvage a été ensuite démenti à cause de différences génétiques significatives et du nombre de chromosomes.
Le Scottish Blackface et le rough fell sont apparus comme races distinctes, bien avant le swaledale, avec pour ancêtre le linton au XVIIe siècle. Ce dernier doit son nom au marché de West Linton dans le Peeblesshire qui se spécialisait dans la vente de robustes lintons destinés aux éleveurs des Highlands écossais et d'autres régions de collines et de montagnes,. Au début du XVIIIe siècle, le marché a établi un record en vendant en un seul jour plus de neuf mille moutons, ce qui a certainement contribué à fixer cette race dans les régions de hautes terres.
La Swaledale Sheep Breeders Association (association des éleveurs de swaledale) a été fondée en 1919  et comprenait à l'origine des éleveurs installés dans un rayon de sept miles autour de Tan Hill Inn, dans les landes du Yorkshire du Nord.

## Élevage

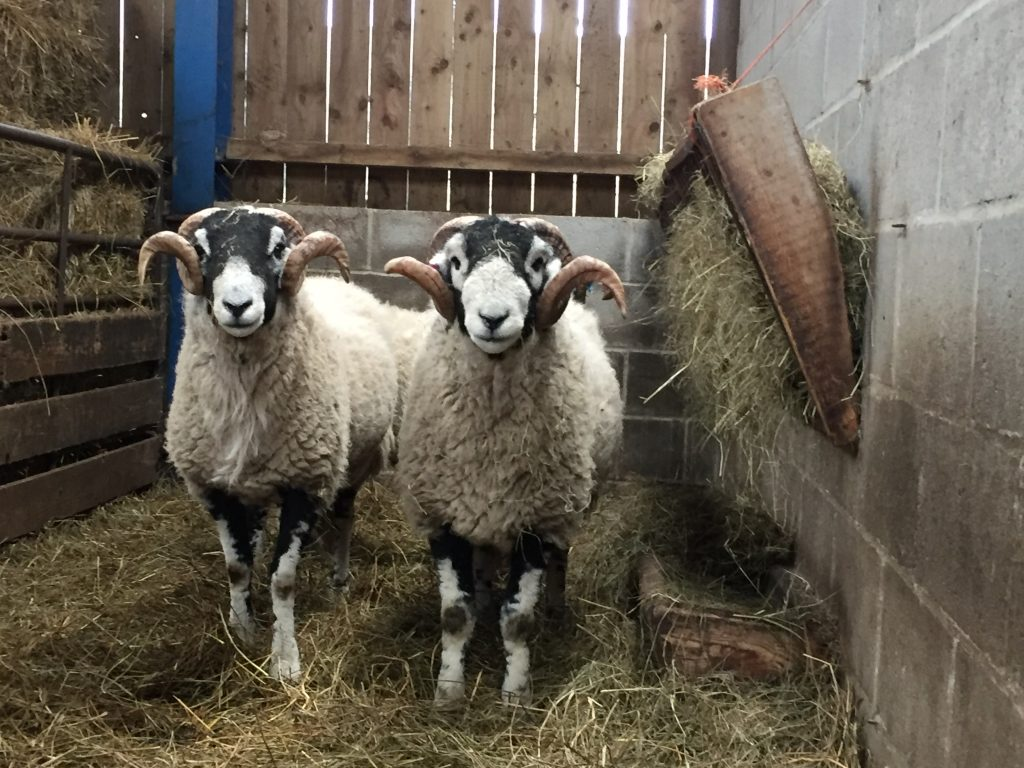
Moutons swaledale.

Il existe environ 1 200 troupeaux de moutons swaledale inscrits au livre généalogique au Royaume-Uni. Un bélier peut se vendre de 25 000 £ à 30 000 £ en moyenne, mais le record a été porté à une vente aux enchères pour un bélier vendu à un prix de 101 000 £. Comme il s'agit d'une race très rustique, les éleveurs peuvent élever leurs troupeaux dans des endroits exposés et éloignés, en principe sans être obligés de les abriter.
Il produit une laine de bonne qualité et une viande appréciée pour sa finesse. La grossièreté de sa toison la rend idéale pour la confection de tapis et pour l'isolation des bâtiments,. Elle peut être aussi utilisée dans une moindre mesure pour le tricotage et la confection de vêtements.
Le mouton swaledale est le symbole officiel des Yorkshire Dales,. En 2003, il y a eu un projet de construction d'un centre de visites consacré au swaledale à Kirkby Stephen en Combrie, lieu se proclamant comme le foyer du swaledale. Mais ce projet s'est heurté à une forte opposition de la part de la ville de Hawes, dans le Yorkshire, où l'on vend beaucoup de moutons swaledale et qui avait elle aussi le projet d'organiser un centre comparable.
Les brebis swaledale servent à la sélection de la race North of England Mule par croisement avec des béliers Bluefaced Leicester. Cela donne une race très prolifique de moutons de basses terres,,.

## Voir aussi

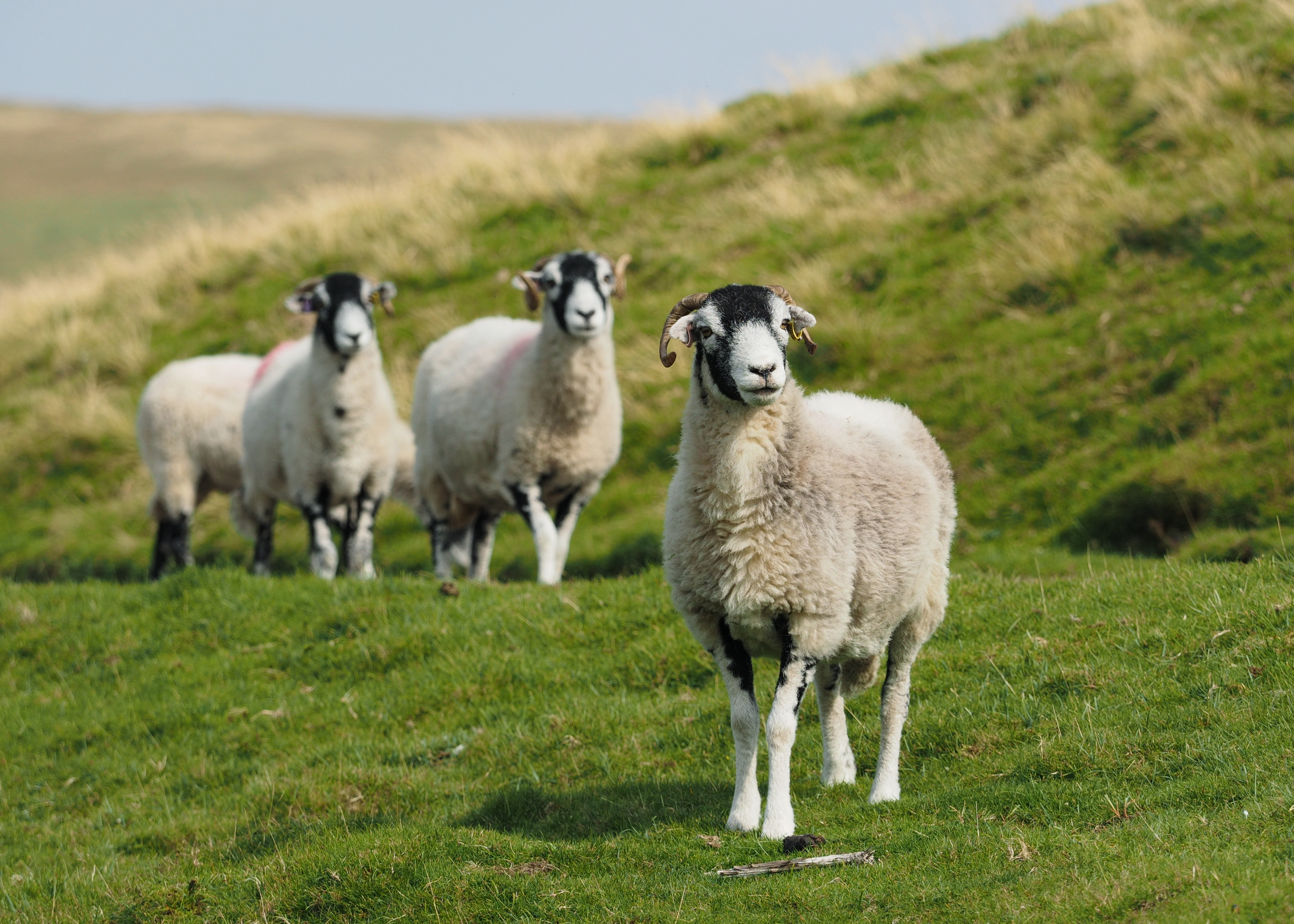
Brebis swaledale.

## Source de la traduction
- (en) Cet article est partiellement ou en totalité issu de l’article de Wikipédia en anglais intitulé « Swaledale sheep » (voir la liste des auteurs).